# Gérard Spitzer
Pour les articles homonymes, voir Spitzer.
Gérard Spitzer, né le 6 mars 1926 à Paris et mort dans la même ville le 16 février 1996 est un militant communiste condamné en 1959 à dix-huit mois de prison pour son soutien au FLN pendant la guerre d'Algérie.

## Biographie
Ses parents, des hongrois d'origine juive, s'étaient réfugiés en France pour échapper à la « terreur blanche » instaurée par l'Amiral Horthy après la chute de la République des Conseils de Béla Kun en 1919 .
Engagé à quinze ans dans les FTP, il devient membre du Parti communiste à la Libération et milite dans le 11e arrondissement de Paris. Il dirige un temps le journal du Secours populaire, La Défense.
Travaillant au bureau de presse hongrois, il est en contact direct avec les pays de l'est européen et ne peut se faire d'illusions sur la situation réelle dans ces pays. Il traduit et diffuse les écrits d'opposants contestataires dont ceux de Georg Lukacs.
Dans le cadre de ses études d’histoire, entre 1950 et 1953, Gérard Spitzer, qui avait suivi une option consacrée au colonialisme, avait également pu constater, en relisant les positions du PCF et du Komintern des années 1920, que dans la mesure où celles-ci défendaient sans réserve l’indépendance des colonies, il y avait eu un revirement de ligne politique depuis.
Exclu du PCF pour avoir critiqué l'intervention soviétique en Hongrie et la ligne politique de sa direction, notamment sur la question algérienne, il rejoint, à l'automne 1956, les militants communistes en rupture avec le parti qui se sont regroupés autour du bulletin L'Etincelle et parmi lesquels on trouve des intellectuels connus comme Victor Leduc. Malgré certaines divergences entre les deux groupes, L’Etincelle fusionne en avril 1957 avec la Tribune de Discussion lancée par d'autres oppositionnels, Denis Berger et Félix Guattari, qui eux sont d'obédience trotskiste. De ce regroupement naît le Bulletin de l’opposition communiste" qui devient en janvier 1958 la Voie Communiste. Ce groupe soutient totalement la révolution algérienne. Certains de ses militants comme Gérard vont même faire partie de ceux qui apportent une aide directe aux agents du FLN opérant en France, principalement en collectant et en transportant fonds et faux papiers, ce qui leur vaut le surnom de « porteurs de valises ».
Arrêté par la DST le 30 septembre 1959, en même temps qu'un autre membre de « la Voie Communiste », Gérard Lorne, il est placé en détention à la Santé. En mai 1960, et malgré la constitution d'un comité de défense présidé par Elie Boncourt, il est condamné à dix-huit mois de prison qu'il accomplit intégralement. À la suite de la grève de la faim qu'il mène pendant son incarcération, il est transféré à la prison de Fresnes où il rencontre plusieurs dirigeants algériens, dont Mohamed Boudiaf.
« Opposant aussi précoce qu'il a été précoce combattant », Gérard Spitzer milite jusqu'à la fin de sa vie : il montre sa solidarité avec des militants emprisonnées, parmi lesquels Georges Ibrahim Abdallah ou son soutien aux luttes ouvrières, dont celles menées par les cheminots de la Gare du Nord de Paris en 1986 et en 1995.